# 基烏利柳阿科查山 (聖弗蘭西斯科德凱蘭-聖佩德羅德喬蘭)
10°02′07″S 76°23′11″W / 10.03528°S 76.38639°W
基烏利柳阿科查山（Qiwllaqucha），是秘魯的山峰，位於該國中部瓦努科大區，由聖弗蘭西斯科德凱蘭區和聖佩德羅德喬蘭區負責管轄，屬於安地斯山脈的一部分，海拔高度4,200米。